# Hevlín
Hevlín település Csehországban, a Znojmói járásban. Hevlín Dyjákovice, Velký Karlov, Šanov, Hrabětice és Laa an der Thaya településekkel határos. Lakosainak száma 1430 fő (2024. január 1.).

## Népesség
A település lakosságának változását az alábbi diagram mutatja:
| Lakosok száma | 1777 | 1990 | 2384 | 1453 | 1332 | 1342 | 1432 | 1437 | 1350 | 1430 |
|               | 1869 | 1890 | 1921 | 1950 | 1980 | 2001 | 2017 | 2019 | 2022 | 2024 |